# Fontana di Diana
La fuente de Diana es una fuente monumental creada por Giulio Moschetti, con la colaboración de su hijo escultor Mario Moschetti, en el año 1907. Está ubicada en la Piazza Archimede de Siracusa, Italia.

La Municipalidad de Siracusa encargó la construcción de una fuente tras la creación de la Piazza Archimede en 1878. La decisión de encargar la obra al escultor Giulio Moschetti se produjo tras el excelente resultado obtenido con la creación de la Fuente de Proserpina en Catania. Por resolución de 1 de febrero de 1906, el Ayuntamiento encargó la obra después de la presentación del boceto preparatorio. La obra se realizó en diez meses, entre 1906 y 1907, por la suma de 19.000 liras.

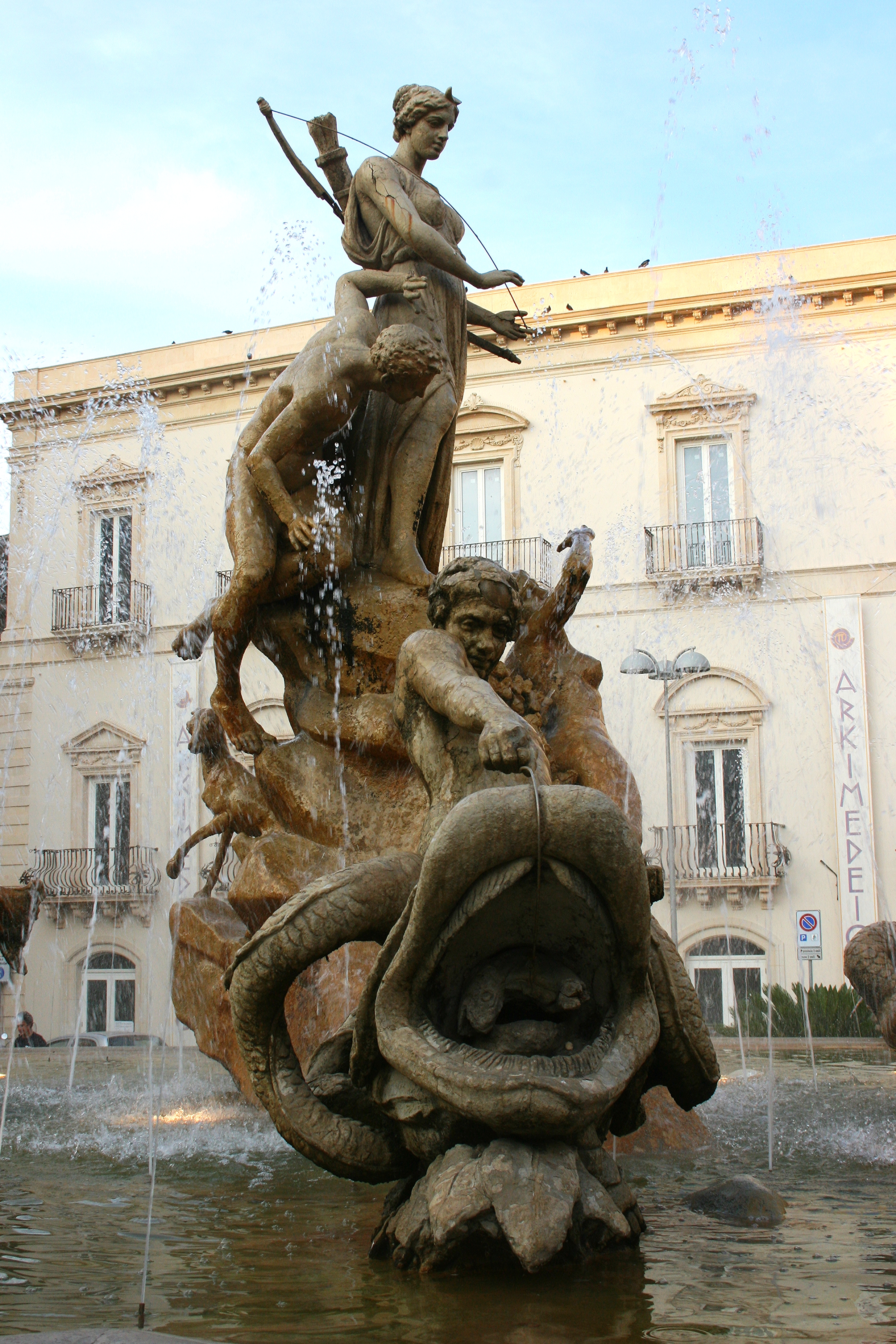
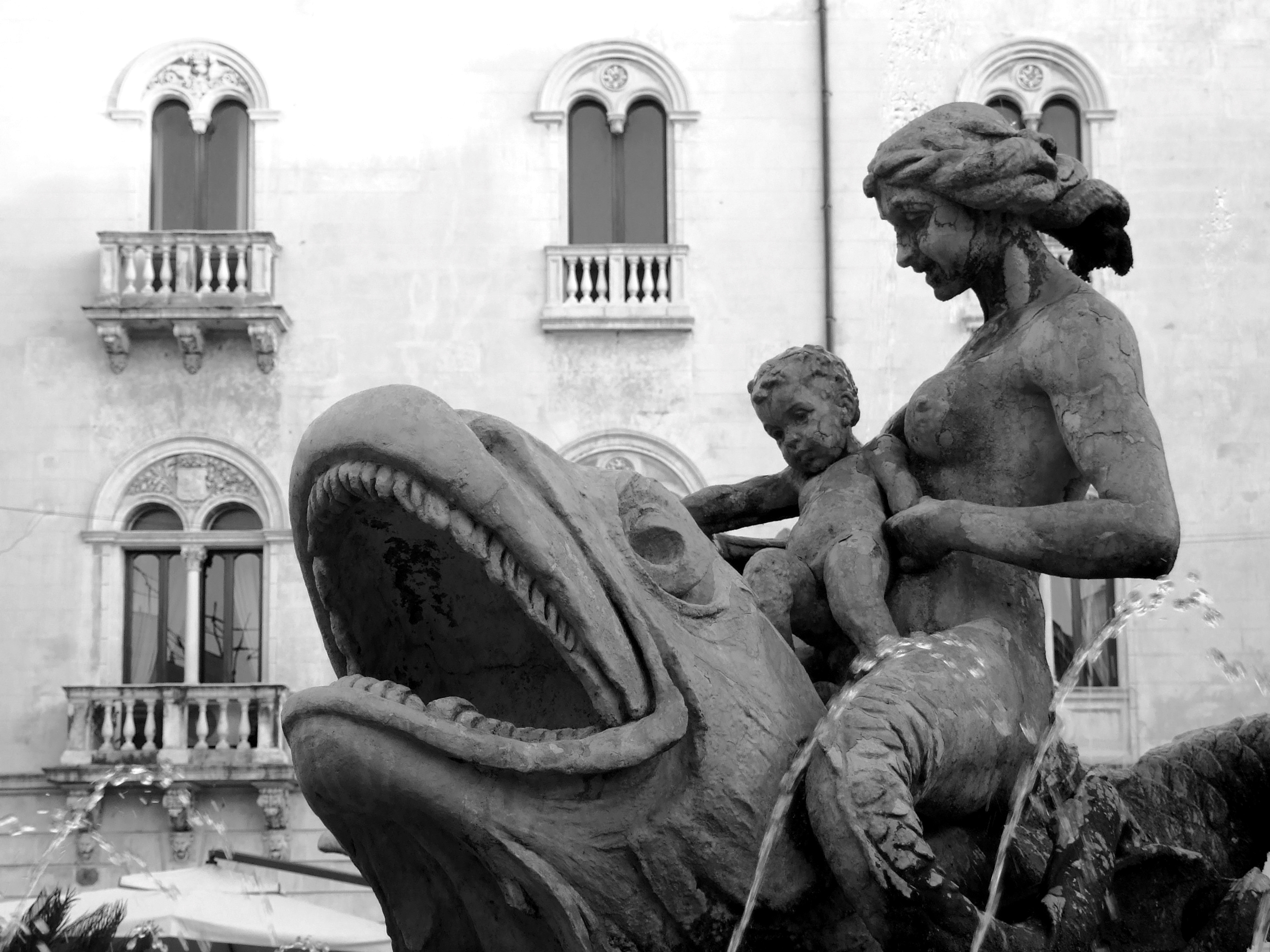
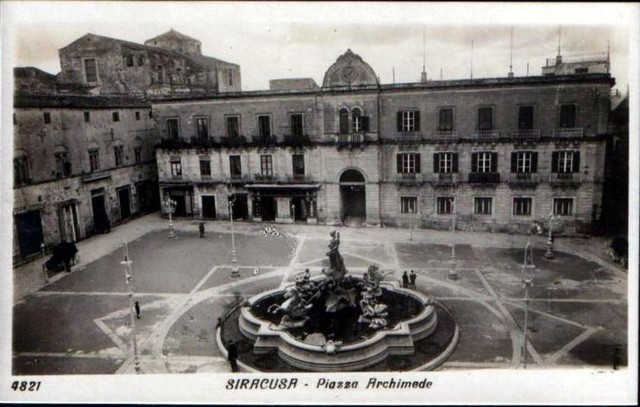

La fuente está orientada al sur y destaca la figura de Diana con arco y perro, atributos de la diosa de la caza, protectora de Ortigia en época griega. A sus pies está Aretusa que se estira mientras se produce la transformación en fuente. Por el lado Alfeo asombrado por lo que le está pasando a su amada. En el segundo orden, en el interior del tanque encontramos cuatro tritones montados en dos caballitos de mar y dos puercoespines surcando las olas. La tina fina tiene unos mascarones y escudos trazando un estilo clásico de formas.
La fuente fue construida en hormigón armado, tanto por un menor costo ejecutivo como para seguir la amplia versatilidad que esta técnica constructiva permitía implementar.
En 1996 SOGEAS, una antigua empresa de gestión del agua de Siracusa, financió la restauración de la fuente.

## Curiosidad
Como puede verse en una antigua postal de la fuente, antes de la restauración de la plaza que eliminó las farolas no lejos del estanque, había un diseño en forma de estrella de doce puntas con líneas que recorrían los ejes de las cuadrado. Esto mostró la verdadera orientación de la fuente.